# نارک مارگاریان
نارک مارگاریان (ارمنی: Նարեկ Մարգարյան؛ انگلیسی: Narek Margaryan؛ زادهٔ ۱۴ سپتامبر ۱۹۸۳) مجری تلویزیون و کمدین اهل ارمنستان است. وی از سال 2007 میلادی تا کنون فعالیت می‌کند.

## زندگی‌نامه
وی در ۱۴ سپتامبر ۱۹۸۳ در به دنیا آمد و در ۲۰۰۶ از دانشگاه دولتی زبان‌ها و علوم اجتماعی بروسوف ایروان فارغ‌التحصیل گشت. 

## نگارخانه

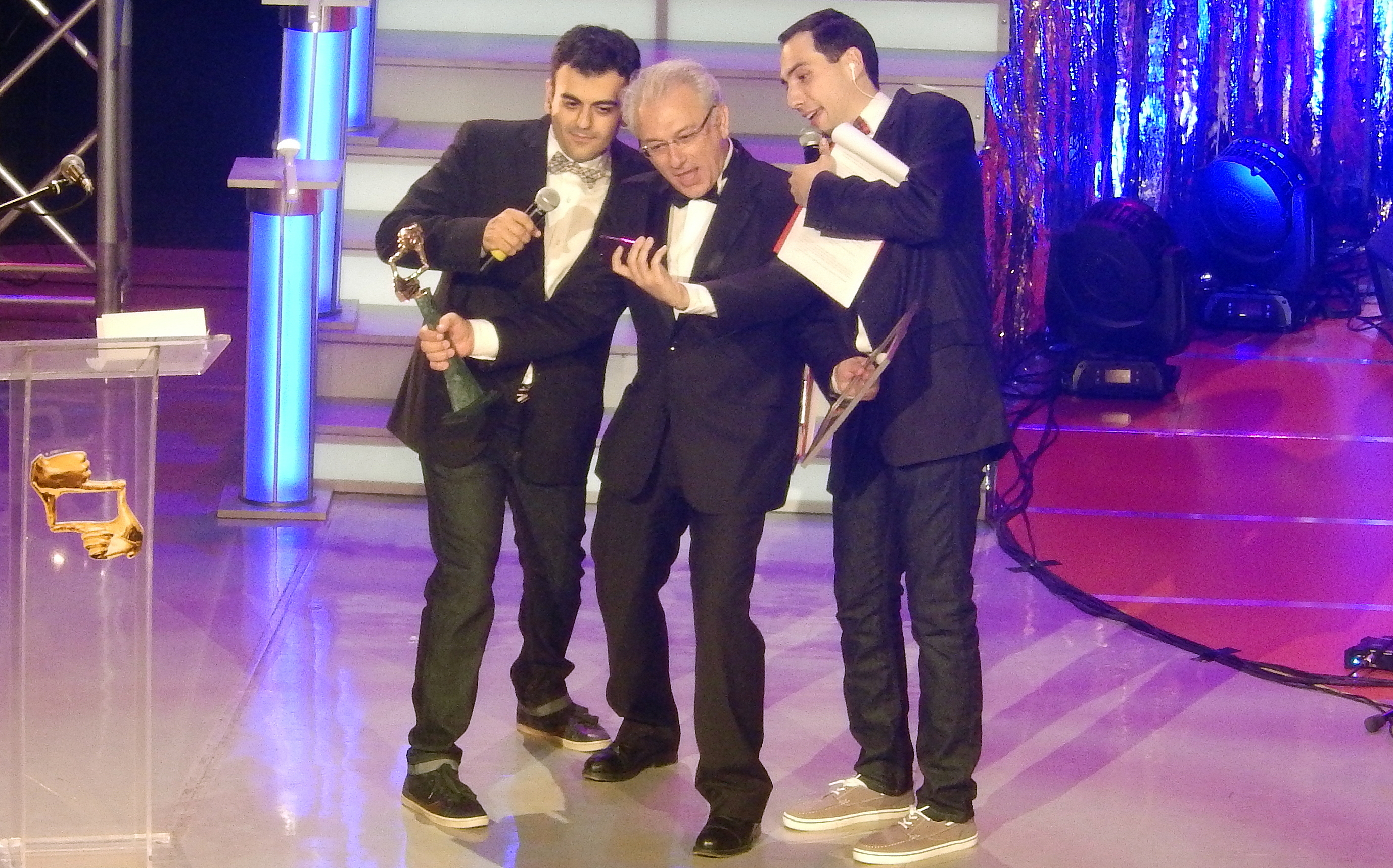